# Padula
Padula, també conegut com a Puerto Gómez, és un centre poblat de l'Uruguai ubicat a l'est del departament de Treinta y Tres. Té una població aproximada de 140 habitants, segons les dades del cens del 2004.
Es troba a 4 metres sobre el nivell del mar.